# Brje pri Koprivi
Brje pri Koprivi je naselje v Občini Sežana. V vasi je najbolj razširjen priimek Novič.